# ريبيكا رايت
ريبيكا رايت (بالإنجليزية: Rebecca Wright)‏ هي راقصة باليه أمريكية، ولدت في 5 ديسمبر 1947 في سبرينغفيلد في الولايات المتحدة، وتوفيت في 29 يناير 2006 في تشيفي تشايس ‏ في الولايات المتحدة.